# Светско првенство у пливању 2019 — 4×100 м мешовито за мушкарце
Такмичење у пливању у дисциплини 4×100 м мешовито за мушкарце на Светском првенству у пливању 2019. одржано је 28. јула (квалификације и финале) као део програма Светског првенства у воденим спортовима. Трке су се одржавале у базену Универзитетског спортског центра Намбу у јужнокорејском граду Квангџуу.
За трке у овој дисциплини биле су пријављено укупно 27 штафета, а полуфиналне и финалну трку пливало је укупно 120 пливача.
Титулу светског првака освојили су репрезентативци Велике Британије за коју су у финалу пливали Лук Гринбенк, Адам Пити, Џејмс Гај и Данкан Скот. Сребрну медаљу освојила је штафета Сједињених Држава, док је бронза припала штафети Русије.

## Освајачи медаља
|                  | Резултат   |                  | Резултат |        | Резултат   |
|                  |            |                  |          |        |            |
| Велика Британија | 3:28,10 KР | Сједињене Државе | 3:28,45  | Русија | 3:28,81 НР |

## Званични рекорди
Пре почетка такмичења званични свестки рекорд и рекорд шампионата у овој дисциплини су били следећи:
| Рекорд                         | Име              | Резултат | Место         | Датум           |
| ------------------------------ | ---------------- | -------- | ------------- | --------------- |
| Светски рекорд СР              | Сједињене Државе | 3:27,28  | Рим (Италија) | 2. август 2009. |
| Рекорд светских првенстава РПр | Сједињене Државе | 3:27,28  | Рим (Италија) | 2. август 2009. |

## Резултати квалификација
За такмичење у тркама на 4×100 м мешовито за мушкарце било је пријављено 27 штафета из исто толико земаља, а у свим тркама учестовало је укупно 120 пливача. Квалификационе трке одржане су 28. јула у јутарњем делу програма, са почетком од 10:50 по локалном времену, пливало се у три квалификационе групе, а пласман у финале остварило је 8 штафета са најбољим резултатима квалификација.
| Пл. | Група | Стаза | Репрезентација   | Такмичари                                                                                            | Време          | Нап.           |
| --- | ----- | ----- | ---------------- | --- | -------------- | -------------- |
| 1.  | 2     | 3     | Русија           | Климент Колесњиков (53,75) Антон Чупков (58,90) Михаил Вековишчев (50,87) Владислав Грињов (47,20)   | 3:30,72        | КВ             |
| 2.  | 3     | 5     | Сједињене Државе | Мет Гриверс (52,89) Мајкл Ендру (59,75) Џек Конгер (51,70) Зак Епл (47,59)                           | 3:31,93        | КВ             |
| 3.  | 2     | 4     | Јапан            | Рјосуке Ирије (53,83) Јасухиро Косеки (58,66) Наоки Мизунума (51,76) Кацуми Накамура (48,09)         | 3:32,34        | КВ             |
| 4.  | 3     | 3     | Велика Британија | Лук Гринбенк (54,11) Џејмс Вилби (59,02) Џејмс Гај (51,41) Данкан Скот (47,81)                       | 3:32,35        | КВ             |
| 5.  | 2     | 5     | Аустралија       | Мич Ларкин (53,47) Метју Вилсон (59,16) Метју Темпл (51,27) Клајд Луис (48,60)                       | 3:32,50        | КВ             |
| 6.  | 3     | 6     | Бразил           | Гиљерме Гвидо (53,35) Жоао Гомес Жуниор (59,68) Винисијус Ланза (51,66) Брено Кореја (47,89)         | 3:32,58        | КВ             |
| 7.  | 3     | 4     | Кина             | Сју Ђају (53,06) Јан Цибеј (58,67) Ли Џухао (52,19) Хе Ђуенји (49,50)                                | 3:33,42        | КВ             |
| 8.  | 3     | 2     | Немачка          | Кристијан Динер (54,56) Фабијан Швингеншлегл (59,67) Маријуш Куш (51,48) Дамјан Вирлинг (48,31)      | 3:34,02        | КВ             |
| 9.  | 3     | 1     | Белорусија       | Микита Цмих (54,98) Иља Шиманович (58,30) Јевгениј Цуркин (52,46) Артјом Мачекин (48,82)             | 3:34,56        |                |
| 10. | 3     | 7     | Канада           | Маркус Тормајер (54,36) Ричард Фанк (1:00,23) Џошуа Лијендо (52,09) Јури Кисил (48,11)               | 3:34,79        |                |
| 11. | 2     | 2     | Литванија        | Данас Рапшис (54,66) Андријус Шидлаускас (59,51) Дејвидас Маргевичијус (52,53) Симонас Билис (48,18) | 3:34,88        |                |
| 12. | 2     | 7     | Мађарска         | Ричард Бохуш (54,16) Давид Хорват (1:01,99) Себастијан Сабо (51,00) Нандор Немет (47,96)             | 3:35,11        |                |
| 13. | 2     | 6     | Италија          | Симоне Сабиони (54,82) Николо Мартиненги (59,48) Федерико Бурдисо (52,10) Мануел Фриго (48,83)       | 3:35,23        |                |
| 14. | 1     | 8     | Ирска            | Шејн Рајан (54,39) Дараг Грин (59,08) Брендан Хајланд (53,11) Џордан Слоан (49,28)                   | 3:35,86        | НР             |
| 15. | 3     | 8     | Холандија        | Нилс Корстање (56,11) Арно Каминга (59,28) Матијс Госен (52,60) Јесе Путс (48,78)                    | 3:36,77        |                |
| 16. | 1     | 4     | Турска           | Метин Ајдин (55,72) Беркај Омер Огретир (59,74) Умитџан Гуреш (52,52) Хусејин Емре Сакчи (48,87)     | 3:36,85        | НР             |
| 17. | 2     | 0     | Јужна Кореја     | Ли Џухо (54,62) Мун Џеквон (1:00,78) Јун Сеокхван (52,61) Јанг Џехун (48,96)                         | 3:36,97        | НР             |
| 18. | 3     | 9     | Швајцарска       | Роман Митјуков (54,62) НР Јаник Кезер (1:00,59) Жереми Депланш (52,35) Нилс Лис (49,42)              | 3:36,98        | НР             |
| 19. | 1     | 3     | Хрватска         | Антон Лончар (55,52) Никола Обровац (1:00,01) Никола Миљенић (52,93) Бруно Блашковић (48,72)         | 3:37,18        |                |
| 20. | 1     | 5     | Израел           | Јаков Тумаркин (54,36) Итај Голдфаден (1:01,09) Томер Франкел (52,76) Мејрон Черути (49,30)          | 3:37,51        |                |
| 21. | 2     | 9     | Пољска           | Радослав Кавенцки (55,10) Јан Калусовски (1:02,17) Конрад Черњак (52,01) кацпер Мајхшак (48,81)      | 3:38,09        |                |
| 22. | 2     | 8     | Казахстан        | Адил Каскабај (56,83) Дмитриј Баландин (58,52) Адилбек Мусин (52,71) Александар Варакин (50,07)      | 3:38,13        |                |
| 23. | 2     | 1     | Јужна Африка     | Кристофер Рид (55,06) Мајкл Хули (1:01,16) Чад ле Кло (50,94) Рајан Кеце (51,02)                     | 3:38,18        |                |
| 24. | 1     | 2     | Египат           | Мохамед Сами (55,23) Јусеф ел Камаш (1:00,97) Абделрахман Самех (53,99) Али Халафала (48,84)         | 3:39,03        | НР             |
| 25. | 1     | 6     | Кинески Тајпеј   | Чуанг Мулуен (55,89) Чен Џиминг (1:01,67) Чу Ченпинг (53,41) Ванг Јуљен (49,89)                      | 3:40,86        | НР             |
| 26. | 3     | 0     | Сингапур         | Ке Џенгвен (55,34) Лајонел Ку (1:02,44) Џонатан Тан (54,13) Дарен Чуа (49,67)                        | 3:41,58        |                |
| 27. | 1     | 7     | Хонгконг         | Нг Чеук Јин (58,48) Мајкл Нг (1:04,80) Николас Лим (54,95) Јан Хо Јенту (49,78)                      | 3:48,01        |                |
| 28. | 1     | 1     | Малезија         | | Нису наступили | Нису наступили |

## Финале
Финална трка је пливана 28. јула са почетком од 21:38 часова по локалном времену.
| Пл. | Стаза | Репрезентација   | Такмичари                                                                                        | Време   | Нап. |
| --- | ----- | ---------------- | ------------------------------------------------------------------------------------------------ | ------- | ---- |
|     | 6     | Велика Британија | Лук Гринбенк (53,95) Адам Пити (57,20) Џејмс Гај (50,81) Данкан Скот (46,14)                     | 3:28,10 | KР   |
| 2   | 5     | Сједињене Државе | Рајан Марфи (52,92) Ендру Вилсон (58,65) Кајлеб Дресел (49,28) Нејтан Ејдријан (47,60)           | 3:28,45 |      |
| 3   | 4     | Русија           | Јевгениј Рилов (52,57) Кирил Пригода (58,68) Андреј Минаков (50,54) Владимир Морозов (47,02)     | 3:28,81 | НР   |
| 4.  | 3     | Јапан            | Рјосуке Ирије (53,54) Јасухиро Косеки (58,16) Наоки Мизунума (51,16) Кацуми Накамура (47,49)     | 3:30,35 |      |
| 5.  | 2     | Аустралија       | Мич Ларкин (53,16) Метју Вилсон (59,67) Метју Темпл (50,99) Кајл Чалмерс (46,60)                 | 3:30,42 |      |
| 6.  | 7     | Бразил           | Гиљерме Гвидо (53,20) Жоао Гомес Жуниор (58,80) Винисијус Ланза (51,29) Марсело Черигини (47,57) | 3:30,86 |      |
| 7.  | 1     | Кина             | Сју Ђају (52,97) Јан Цибеј (58,26) Ли Џухао (51,72) Цао Ђивен (48,66)                            | 3:31,61 |      |
| 8.  | 8     | Немачка          | Кристијан Динер (54,83) Фабијан Швингеншлегл (59,26) Маријуш Куш (50,79) Дамјан Вирлинг (47,98)  | 3:32,86 |      |